# Medagliati olimpici nel tennis
Elenco dei vincitori di medaglia olimpica nel tennis a partire dal 1896. Sono compresi nell'elenco anche gli eventi legati ai Giochi olimpici intermedi.

## Albo d'oro

### Maschile
| Edizione                                                   | Oro                                         | Argento                                        | Bronzo                                         |
| ---------------------------------------------------------- | ------------------------------------------- | ---------------------------------------------- | ---------------------------------------------- |
| Atene 1896                                                 | John Pius Boland                            | Dionysios Kasdaglis                            | Momcsilló Tapavicza                            |
| Atene 1896                                                 | John Pius Boland                            | Dionysios Kasdaglis                            | Konstantinos Paspatis                          |
| Parigi 1900                                                | Laurence Doherty                            | Harold Mahony                                  | Reginald Doherty                               |
| Parigi 1900                                                | Laurence Doherty                            | Harold Mahony                                  | Arthur Norris                                  |
| St. Louis 1904                                             | Beals Wright                                | Robert LeRoy                                   | Alphonzo Bell                                  |
| St. Louis 1904                                             | Beals Wright                                | Robert LeRoy                                   | Edgar Leonard                                  |
| Atene 1906                                                 | Max Décugis                                 | Maurice Germot                                 | Zdeněk Žemla                                   |
| Londra 1908                                                | Josiah Ritchie                              | Otto Froitzheim                                | Wilberforce Eaves                              |
| Stoccolma 1912                                             | Charles Winslow                             | Harold Kitson                                  | Oscar Kreuzer                                  |
| Anversa 1920                                               | Louis Raymond                               | Ichiya Kumagae                                 | Charles Winslow                                |
| Parigi 1924                                                | Vincent Richards                            | Henri Cochet                                   | Uberto De Morpurgo                             |
| Evento non incluso nel programma olimpico dal 1928 al 1984 |                                             |                                                |                                                |
| Seul 1988                                                  | Miloslav Mečíř                              | Tim Mayotte                                    | Stefan Edberg                                  |
| Seul 1988                                                  | Miloslav Mečíř                              | Tim Mayotte                                    | Brad Gilbert                                   |
| Barcellona 1992                                            | Marc Rosset                                 | Jordi Arrese                                   | Andrej Čerkasov                                |
| Barcellona 1992                                            | Marc Rosset                                 | Jordi Arrese                                   | Goran Ivanišević                               |
| Atlanta 1996                                               | Andre Agassi                                | Sergi Bruguera                                 | Leander Paes                                   |
| Sydney 2000                                                | Evgenij Kafel'nikov                         | Tommy Haas                                     | Arnaud Di Pasquale                             |
| Atene 2004                                                 | Nicolás Massú                               | Mardy Fish                                     | Fernando González                              |
| Pechino 2008                                               | Rafael Nadal                                | Fernando González                              | Novak Đoković                                  |
| Londra 2012                                                | Andy Murray                                 | Roger Federer                                  | Juan Martín del Potro                          |
| Rio de Janeiro 2016                                        | Andy Murray                                 | Juan Martín del Potro                          | Kei Nishikori                                  |
| Tokyo 2020                                                 | Alexander Zverev                            | Karen Chačanov                                 | Pablo Carreño Busta                            |
| Parigi 2024                                                | Novak Đoković                               | Carlos Alcaraz                                 | Lorenzo Musetti                                |
| Atleta meglio premiato: Andy Murray (2/0/0)                | Atleta meglio premiato: Andy Murray (2/0/0) | Nazione meglio premiata: Gran Bretagna (5/1/3) | Nazione meglio premiata: Gran Bretagna (5/1/3) |

#### Doppio
| Edizione                                                   | Oro                                               | Argento                                                     | Bronzo                                              |
| ---------------------------------------------------------- | ------------------------------------------------- | ----------------------------------------------------------- | --------------------------------------------------- |
| Atene 1896                                                 | Squadra mista John Pius Boland - Fritz Traun      | Squadra mista Dimitrios Petrokokkinis - Dionysios Kasdaglis | Squadra mista Teddy Flack - George Stuart Robertson |
| Parigi 1900                                                | Gran Bretagna Laurence Doherty - Reginald Doherty | Squadra mista Max Décugis - Basil Spalding de Garmendia     | Francia Georges de la Chapelle - André Prévost      |
| Parigi 1900                                                | Gran Bretagna Laurence Doherty - Reginald Doherty | Squadra mista Max Décugis - Basil Spalding de Garmendia     | Gran Bretagna Harold Mahony - Arthur Norris         |
| St. Louis 1904                                             | Stati Uniti Edgar Leonard - Beals Wright          | Stati Uniti Alphonzo Bell - Robert LeRoy                    | Stati Uniti Joseph Wear - Allen West                |
| St. Louis 1904                                             | Stati Uniti Edgar Leonard - Beals Wright          | Stati Uniti Alphonzo Bell - Robert LeRoy                    | Stati Uniti Clarence Gamble - Arthur Wear           |
| Atene 1906                                                 | Francia Max Décugis - Maurice Germot              | Grecia Ioannis Ballis - Xenophon Kasdaglis                  | Boemia Zdeněk Žemla - Ladislav Žemla                |
| Londra 1908                                                | Gran Bretagna George Hillyard - Reginald Doherty  | Gran Bretagna Josiah Ritchie - James Cecil Parke            | Gran Bretagna Clement Cazalet - Charles Dixon       |
| Stoccolma 1912                                             | Sudafrica Harry Kitson - Charles Winslow          | Austria Arthur Zborzil - Fritz Pipes                        | Francia Albert Canet - Édouard Mény de Marangue     |
| Anversa 1920                                               | Gran Bretagna Noel Turnbull - Max Woosnam         | Giappone Ichiya Kumagae - Seiichiro Kashio                  | Francia Max Décugis - Pierre Albarran               |
| Parigi 1924                                                | Stati Uniti Vincent Richards - Francis Hunter     | Francia Jacques Brugnon - Henri Cochet                      | Francia Jean Borotra - René Lacoste                 |
| Evento non incluso nel programma olimpico dal 1928 al 1984 |                                                   |                                                             |                                                     |
| Seul 1988                                                  | Stati Uniti Ken Flach - Robert Seguso             | Spagna Emilio Sánchez - Sergio Casal                        | Cecoslovacchia Miloslav Mečíř - Milan Šrejber       |
| Seul 1988                                                  | Stati Uniti Ken Flach - Robert Seguso             | Spagna Emilio Sánchez - Sergio Casal                        | Svezia Stefan Edberg - Anders Järryd                |
| Barcellona 1992                                            | Germania Boris Becker - Michael Stich             | Sudafrica Piet Norval - Wayne Ferreira                      | Argentina Javier Frana - Christian Miniussi         |
| Barcellona 1992                                            | Germania Boris Becker - Michael Stich             | Sudafrica Piet Norval - Wayne Ferreira                      | Croazia Goran Ivanišević - Goran Prpić              |
| Atlanta 1996                                               | Australia Todd Woodbridge - Mark Woodforde        | Gran Bretagna Neil Broad - Tim Henman                       | Germania Marc-Kevin Goellner - David Prinosil       |
| Sydney 2000                                                | Canada Sébastien Lareau - Daniel Nestor           | Australia Todd Woodbridge - Mark Woodforde                  | Spagna Àlex Corretja - Albert Costa                 |
| Atene 2004                                                 | Cile Fernando González - Nicolás Massú            | Germania Nicolas Kiefer - Rainer Schüttler                  | Croazia Mario Ančić - Ivan Ljubičić                 |
| Pechino 2008                                               | Svizzera Roger Federer - Stan Wawrinka            | Svezia Simon Aspelin - Thomas Johansson                     | Stati Uniti Bob Bryan - Mike Bryan                  |
| Londra 2012                                                | Stati Uniti Mike Bryan - Bob Bryan                | Francia Jo-Wilfried Tsonga - Michaël Llodra                 | Francia Julien Benneteau - Richard Gasquet          |
| Rio de Janeiro 2016                                        | Spagna Rafael Nadal - Marc López                  | Romania Florin Mergea - Horia Tecău                         | Stati Uniti Steve Johnson - Jack Sock               |
| Tokyo 2020                                                 | Croazia Nikola Mektić - Mate Pavić                | Croazia Marin Čilić - Ivan Dodig                            | Nuova Zelanda Marcus Daniell - Michael Venus        |
| Parigi 2024                                                | Australia Matthew Ebden - John Peers              | Stati Uniti Austin Krajicek - Rajeev Ram                    | Stati Uniti Taylor Fritz - Tommy Paul               |
| Atleta meglio premiato: Reginald Doherty (2/0/0)           | Atleta meglio premiato: Reginald Doherty (2/0/0)  | Nazione meglio premiata: Stati Uniti (4/2/5)                | Nazione meglio premiata: Stati Uniti (4/2/5)        |

### Femminile

#### Singolare
| Edizione                                                       | Oro                                                            | Argento                                      | Bronzo                                       |
| -------------------------------------------------------------- | -------------------------------------------------------------- | -------------------------------------------- | -------------------------------------------- |
| Parigi 1900                                                    | Charlotte Cooper                                               | Yvonne Prévost                               | Marion Jones                                 |
| Parigi 1900                                                    | Charlotte Cooper                                               | Yvonne Prévost                               | Hedwiga Rosenbaumová                         |
| Atene 1906                                                     | Esmee Simiriotis                                               | Sophia Marinou                               | Euphrosine Paspati                           |
| Londra 1908                                                    | Dorothea Douglass Chambers                                     | Dora Boothby                                 | Joan Winch                                   |
| Stoccolma 1912                                                 | Marguerite Broquedis                                           | Dorothea Köring                              | Molla Bjurstedt                              |
| Anversa 1920                                                   | Suzanne Lenglen                                                | Dorothy Holman                               | Kitty McKane                                 |
| Parigi 1924                                                    | Helen Wills                                                    | Julie Vlasto                                 | Kitty McKane                                 |
| Evento non incluso nel programma olimpico dal 1928 al 1984     |                                                                |                                              |                                              |
| Seul 1988                                                      | Steffi Graf                                                    | Gabriela Sabatini                            | Zina Garrison                                |
| Seul 1988                                                      | Steffi Graf                                                    | Gabriela Sabatini                            | Manuela Maleeva                              |
| Barcellona 1992                                                | Jennifer Capriati                                              | Steffi Graf                                  | Mary Joe Fernández                           |
| Barcellona 1992                                                | Jennifer Capriati                                              | Steffi Graf                                  | Arantxa Sánchez Vicario                      |
| Atlanta 1996                                                   | Lindsay Davenport                                              | Arantxa Sánchez Vicario                      | Jana Novotná                                 |
| Sydney 2000                                                    | Venus Williams                                                 | Elena Dement'eva                             | Monica Seles                                 |
| Atene 2004                                                     | Justine Henin                                                  | Amélie Mauresmo                              | Alicia Molik                                 |
| Pechino 2008                                                   | Elena Dement'eva                                               | Dinara Safina                                | Vera Zvonarëva                               |
| Londra 2012                                                    | Serena Williams                                                | Marija Šarapova                              | Viktoryja Azaranka                           |
| Rio de Janeiro 2016                                            | Mónica Puig                                                    | Angelique Kerber                             | Petra Kvitová                                |
| Tokyo 2020                                                     | Belinda Bencic                                                 | Markéta Vondroušová                          | Elina Svitolina                              |
| Parigi 2024                                                    | Zheng Qinwen                                                   | Donna Vekić                                  | Iga Świątek                                  |
| Atleta meglio premiato: Steffi Graf e Elena Dement'eva (1/1/0) | Atleta meglio premiato: Steffi Graf e Elena Dement'eva (1/1/0) | Nazione meglio premiata: Stati Uniti (5/0/4) | Nazione meglio premiata: Stati Uniti (5/0/4) |

#### Doppio
| Edizione                                                         | Oro                                                              | Argento                                                    | Bronzo                                                |
| ---------------------------------------------------------------- | ---------------------------------------------------------------- | ---------------------------------------------------------- | ----------------------------------------------------- |
| Anversa 1920                                                     | Gran Bretagna Margaret McNair - Kitty McKane                     | Gran Bretagna Geraldine Beamish - Dorothy Holman           | Francia Suzanne Lenglen - Élisabeth d'Ayen            |
| Parigi 1924                                                      | Stati Uniti Hazel Wightman - Helen Wills                         | Gran Bretagna Phyllis Covell - Kitty McKane                | Gran Bretagna Dorothy Shepherd-Barron - Evelyn Colyer |
| Evento non incluso nel programma olimpico dal 1928 al 1984       |                                                                  |                                                            |                                                       |
| Seul 1988                                                        | Stati Uniti Pam Shriver - Zina Garrison                          | Cecoslovacchia Jana Novotná - Helena Suková                | Australia Elizabeth Smylie - Wendy Turnbull           |
| Seul 1988                                                        | Stati Uniti Pam Shriver - Zina Garrison                          | Cecoslovacchia Jana Novotná - Helena Suková                | Germania Ovest Steffi Graf - Claudia Kohde Kilsch     |
| Barcellona 1992                                                  | Stati Uniti Gigi Fernández - Mary Joe Fernández                  | Spagna Conchita Martínez - Arantxa Sánchez Vicario         | Australia Rachel McQuillan - Nicole Bradtke           |
| Barcellona 1992                                                  | Stati Uniti Gigi Fernández - Mary Joe Fernández                  | Spagna Conchita Martínez - Arantxa Sánchez Vicario         | Squadra Unificata Leila Meskhi - Nataša Zvereva       |
| Atlanta 1996                                                     | Stati Uniti Gigi Fernández - Mary Joe Fernández                  | Rep. Ceca Jana Novotná - Helena Suková                     | Spagna Conchita Martínez - Arantxa Sánchez Vicario    |
| Sydney 2000                                                      | Stati Uniti Serena Williams - Venus Williams                     | Paesi Bassi Kristie Boogert - Miriam Oremans               | Belgio Els Callens - Dominique Van Roost              |
| Atene 2004                                                       | Cina Li Ting - Sun Tiantian                                      | Spagna Conchita Martínez - Virginia Ruano Pascual          | Argentina Paola Suárez - Patricia Tarabini            |
| Pechino 2008                                                     | Stati Uniti Serena Williams - Venus Williams                     | Spagna Anabel Medina - Virginia Ruano Pascual              | Cina Yan Zi - Zheng Jie                               |
| Londra 2012                                                      | Stati Uniti Serena Williams - Venus Williams                     | Rep. Ceca Andrea Hlaváčková - Lucie Hradecká               | Russia Marija Kirilenko - Nadia Petrova               |
| Rio de Janeiro 2016                                              | Russia Ekaterina Makarova - Elena Vesnina                        | Svizzera Timea Bacsinszky - Martina Hingis                 | Rep. Ceca Lucie Šafářová - Lucie Hradecká             |
| Tokyo 2020                                                       | Rep. Ceca Barbora Krejčíková - Kateřina Siniaková                | Svizzera Belinda Bencic - Viktorija Golubic                | Brasile Laura Pigossi - Luisa Stefani                 |
| Parigi 2024                                                      | Italia Sara Errani - Jasmine Paolini                             | Atleti Individuali Neutrali Mirra Andreeva - Diana Šnaider | Spagna Cristina Bucșa - Sara Sorribes Tormo           |
| Atleta meglio premiato: Serena Williams e Venus Williams (3/0/0) | Atleta meglio premiato: Serena Williams e Venus Williams (3/0/0) | Nazione meglio premiata: Stati Uniti (7/0/0)               | Nazione meglio premiata: Stati Uniti (7/0/0)          |

### Misto

#### Doppio
| Edizione                                                   | Oro                                                  | Argento                                      | Bronzo                                                |
| ---------------------------------------------------------- | ---------------------------------------------------- | -------------------------------------------- | ----------------------------------------------------- |
| Parigi 1900                                                | Gran Bretagna Charlotte Cooper - Reginald Doherty    | Francia Yvonne Prévost - Harold Mahony       | Squadra mista Marion Jones - Laurence Doherty         |
| Parigi 1900                                                | Gran Bretagna Charlotte Cooper - Reginald Doherty    | Francia Yvonne Prévost - Harold Mahony       | Squadra mista Hedwiga Rosenbaumová - Archibald Warden |
| Atene 1906                                                 | Francia Marie Décugis - Max Décugis                  | Grecia Sophia Marinou - Georgios Simiriotis  | Grecia Aspasia Matsa - Xenophon Kasdaglis             |
| Stoccolma 1912                                             | Germania Dorothea Köring - Heinrich Schomburgk       | Svezia Sigrid Fick - Gunnar Setterwall       | Francia Marguerite Broquedis - Albert Canet           |
| Anversa 1920                                               | Francia Suzanne Lenglen - Max Décugis                | Gran Bretagna Kathleen McKane - Max Woosnam  | Cecoslovacchia Milada Skrbková - Ladislav Žemla       |
| Parigi 1924                                                | Stati Uniti Hazel Wightman - Richard Norris Williams | Stati Uniti Marion Jessup - Vincent Richards | Paesi Bassi Cornelia Bouman - Hendrik Timmer          |
| Evento non incluso nel programma olimpico dal 1928 al 2008 |                                                      |                                              |                                                       |
| Londra 2012                                                | Bielorussia Viktoryja Azaranka - Maks Mirny          | Gran Bretagna Laura Robson - Andy Murray     | Stati Uniti Lisa Raymond - Mike Bryan                 |
| Rio de Janeiro 2016                                        | Stati Uniti Bethanie Mattek-Sands - Jack Sock        | Stati Uniti Venus Williams - Rajeev Ram      | Rep. Ceca Lucie Hradecká - Radek Štěpánek             |
| Tokyo 2020                                                 | ROC Anastasija Pavljučenkova - Andrej Rublëv         | ROC Elena Vesnina - Aslan Karacev            | Australia Ashleigh Barty - John Peers                 |
| Parigi 2024                                                | Rep. Ceca Kateřina Siniaková - Tomáš Macháč          | Cina Wang Xinyu - Zhang Zhizhen              | Canada Gabriela Dabrowski - Félix Auger-Aliassime     |
| Atleta meglio premiato: Max Décugis (1/0/1)                | Atleta meglio premiato: Max Décugis (1/0/1)          | Nazione meglio premiata: Stati Uniti (2/2/1) | Nazione meglio premiata: Stati Uniti (2/2/1)          |

### Eventi indoor

#### Singolare maschile indoor
| Edizione       | Oro          | Argento        | Bronzo         |
| -------------- | ------------ | -------------- | -------------- |
| Londra 1908    | Arthur Gore  | George Caridia | Josiah Ritchie |
| Stoccolma 1912 | André Gobert | Charles Dixon  | Tony Wilding   |

#### Doppio maschile indoor
| Edizione       | Oro                                         | Argento                                      | Bronzo                                       |
| -------------- | ------------------------------------------- | -------------------------------------------- | -------------------------------------------- |
| Londra 1908    | Gran Bretagna Herbert Barrett - Arthur Gore | Gran Bretagna George Caridia - George Simond | Svezia Wollmar Boström - Gunnar Setterwall   |
| Stoccolma 1912 | Francia Maurice Germot - André Gobert       | Svezia Carl Kempe - Gunnar Setterwall        | Gran Bretagna Alfred Beamish - Charles Dixon |

#### Singolare femminile indoor
| Edizione       | Oro                       | Argento             | Bronzo              |
| -------------- | ------------------------- | ------------------- | ------------------- |
| Londra 1908    | Gwendoline Eastlake-Smith | Alice Greene        | Märtha Adlerstråhle |
| Stoccolma 1912 | Edith Hannam              | Sofie Castenschiold | Mabel Parton        |

#### Doppio misto indoor
| Edizione       | Oro                                        | Argento                                         | Bronzo                                 |
| -------------- | ------------------------------------------ | ----------------------------------------------- | -------------------------------------- |
| Stoccolma 1912 | Gran Bretagna Edith Hannam - Charles Dixon | Gran Bretagna Helen Aitchison - Herbert Barrett | Svezia Sigrid Fick - Gunnar Setterwall |